# Gohana
Gohana è una città dell'India di 48.518 abitanti, situata nel distretto di Sonipat, nello stato federato dell'Haryana. In base al numero di abitanti la città rientra nella classe III (da 20.000 a 49.999 persone).

## Geografia fisica
La città è situata a 29° 7' 60 N e 76° 42' 0 E e ha un'altitudine di 224 m s.l.m..

## Società

### Evoluzione demografica
Al censimento del 2001 la popolazione di Gohana assommava a 48.518 persone, delle quali 25.911 maschi e 22.607 femmine. I bambini di età inferiore o uguale ai sei anni assommavano a 7.331, dei quali 4.110 maschi e 3.221 femmine. Infine, coloro che erano in grado di saper almeno leggere e scrivere erano 32.721, dei quali 19.106 maschi e 13.615 femmine.